# Halford
Эта статья о музыкальной группе, статья о музыканте называется Хэлфорд, Роб.
Halford — сторонний проект Роба Хэлфорда, лидера метал-группы Judas Priest.

## История
После экспериментов с индастриэлом и трэш-металом в рамках проектов Fight и Two бывший вокалист группы Judas Priest Роб Хэлфорд вернулся к своим метал-корням с созданием новой группы Halford, в состав которой вошли бывший участник Riot и Spastic Ink барабанщик Бобби Джарзомбек, гитаристы Патрик Лачман (англ. Patrick Lachman) (бывший участник State of the Art, участник Diesel Machine) и Майк Класяк (англ. Mike Chlasciak), а также коллега Хэлфорда по Two басист Рэй Риндо (англ. Ray Riendeau).
После публикации на личном сайте Хэлфорда трека «Silent Screams» фирма Sanctuary изъявила желание подписать контракт с музыкантом, результатом чего стал выход тепло встреченного, как журналистами, так и поклонниками альбома Resurrection (2000), продюсером которого выступил Рой Зет. Журнал Classic Rock назвал этот релиз «возможно лучшим альбомом, который Judas Priest так никогда и не записали».
Следующие за выходом альбома полгода музыкант провёл в концертах по всему миру. Приблизительно 93 концерта были сыграны в странах Северной и Южной Америки, Европе и Японии. Тур увенчался выступлением на фестивале Rock In Rio в Бразилии, где Halford выступили перед двухсоттысячной аудиторией, в то же время куда большее количество поклонников группы могли наблюдать выступление по Интернету. Первое мировое турне группы было запечатлено на двух-дисковом концертном альбоме Live Insurrection, который среди прочих примечательностей вместил в себя «живую версию» песни «The One You Love To Hate», исполненную в Лондоне Хэлфордом и Брюсом Дикинсоном (Iron Maiden).
В том же году музыканты Halford занялись сторонними делами: Класяк выпустил свой третий сольный альбом The Spilling, Джарзомбек и Риндо работали в Spastic Ink, а Лачман создал новый проект с лидером Prong Томми Виктором и барабанщиком Дэном Лаудо.
Тем не менее в 2002 году вышел новый альбом группы под названием Crucible.

«Я думаю, что проник ещё ближе к сердцу метал-сообщества с этим новым альбомом», — говорил Роб с гордостью. — «Он демонстрирует всё то замечательное, что метал по-настоящему значит для меня, и мы постарались донести этот материал до слушателя разными способами. Но мы ещё и постарались усовершенствовать наше звучание в соответствии с духом времени».
Оригинальный текст (англ.)
"I think I've penetrated even closer to the heart of the metal community with this new album," says Rob proudly. "It shows all the wonderful things that metal really means to me, and we've offered many different ways of presenting it to the listener. But we've also tried to advance the sound, so that it fits comprehensively into today's musical world."
— Роб Хэлфорд
Crucible" был издан на Metal-Is/Sanctuary Records 24 июня в Европе и 25 июня в остальном мире. Вслед за выходом альбома последовало новое мировое турне, начало которого было положено выступлением на Sweden Rock Festival 7 июня 2002 года.
Вслед за этим выступлением последовала серия концертов команды на различных европейских фестивалях как Gods Of Metal, Rockwave, With Full Force и других. На них Хэлфорд и его группа исполняли не только свои композиции, но и классику из репертуара Judas Priest.
Вслед за Европой Halford посетили Северную Америку. Правда, в этом турне не принимал участие Лачман, поскольку был занят работой в Diesel machine. Его обязанности пришлось выполнять продюсеру группы Рою Зеду. Он же занимал место гитариста и на японских гастролях, которые команда провела в компании с дэт-металлистами Children of Bodom.
В апреле 2003 года из-за обострившихся личных проблем группу покинул Рэй Риндо, на место которого был приглашён Майк Дэвис из Lizzy Borden.
В скором времени группа Хэлфорда и их менеджер Джон Бэкстер покинули Sanctuary Records за два альбома до истечения контракта. Поводом стала обида на Рода Смоллвуда и его людей за недопродвижение последнего альбома Crucible с конечной целью вернуть Хэлфорда в Judas Priest. Планируемый новый альбом Хэлфорд собирался профинансировать сам, однако планам не суждено было сбыться: вопреки многочисленным заявлениям о невозможности воссоединения с Judas Priest 11 июля 2003 года после 12 лет сольной карьеры Роб Хэлфорд объявил о своём возвращении в Judas Priest.
В октябре 2010 Halford выпустили новый альбом, который получил название Made of Metal. 25 июня в цифровом формате вышел и поступил в продажу на официальном сайте Роба Хэлфорда интернет-сингл «The Mower».

## Состав

### Текущий состав
- Роб Хэлфорд — вокал
- Майк Класяк — гитара
- Z. (Рой Рамирес) — гитара (приглашённый гитарист в группе W.A.S.P. на альбоме «Unholy Terror»)
- Майк Дэвис — бас (прежде играл в группе Оззи Осборна)
- Бобби Джарзомбек — ударные (прежде играл в Iced Earth)

### Бывшие участники

#### Гитара
- Патрик Лачман
- Чед Таррингтон

#### Бас
- Рэй Риндо
- Джейсон Уорд

#### Ударные
- Пит Парада

## Дискография

### Полноформатные альбомы
- Resurrection — 2000
- Crucible — 2002
- Halford III: Winter Songs — 2009
- Halford IV: Made of Metal — 2010

### Мини-альбомы
- Fourging the Furnace — 2003
- Silent Screams: The Singles — 2006

### Синглы
- «Night Fall» — 2000
- «Resurrection» — 2000
- «Forgotten Generation» — 2006
- «Get Into The Spirit» — 2009
- «The Mower» — 2010
- «Made of Metal» — 2010

### Концертные альбомы
- Live Insurrection — 2001
- LIVE - Disney House of Blues Concert — 2004
- Live in Anaheim — 2010

### Сборники
- MetalGod — Essentials Vol.1 — 2006

### Видео-альбомы
- Halford — Live At Rock In Rio III (DVD) (2008)[6]
- Live in Anaheim (DVD) (2010)